# Seymour Fleming
Seymour Dorothy Fleming, född 5 oktober 1758, död 9 september 1818, var en brittisk adelskvinna. Hon är berömd för det skandalösa rättsmål mellan henne och hennes make, Sir Richard Worsley, 7th Baronet, som år 1782 stämde hennes älskare Maurice George Bisset, med vilken hon hade rymt, på skadestånd. Seymour Fleming vände framgångsrikt målet till sin fördel genom att producera vittnesmål från sina tidigare tjugosex älskare på att hennes make hade understött hennes äktenskapsbrott och därför inte var berättigad till skadestånd. Målet slutade med att makens skadestånd sänktes från de begärda £20,000 till en shilling. 

## Biografi
Seymour Fleming var dotter till Sir John Fleming, 1st Baronet, och Jane Coleman. Hennes mor gifte senare om sig med Edwin Lascelles, 1st Baron Harewood, och hennes syster, Jane Stanhope, Countess of Harrington, var hovdam åt drottning Charlotte. 

### Äktenskap
Seymour Fleming gifte sig 20 september 1775 med Sir Richard Worsley, 7th Baronet, och fick därmed titeln Lady Worsley. Hon var förmögen i sig själv och förde med sig en förmögenhet på £52,000 i äktenskapet. Makarna fick ett barn, Robert Edwin. Fleming själv fick 1781 en dotter, Jane Seymour Worsley, med sin älskare Maurice George Bisset, som hennes make formellt erkände som sitt för att undvika skandal. 
Den 1 november 1781 rymde Seymour Fleming med sin dåvarande älskare kapten Maurice George Bisset. I februari 1782 stämde hennes make Bisset på ett skadestånd på £20,000. Fleming lät inkalla de 26 älskare hon hade haft före Bisset för att vittna om att hennes make hade understött hennes äktenskapsbrott, och sin läkare William Osborn, som vittnade om att hon led av en venerisk sjukdom. Hon producerade också ett vittne som svor på att hennes make med avsikt hade låtit visa upp henne naken för Bisset på ett badhus i Maidenstone. Vittnesmålen gjorde att makens skadestånd minskades ned till en shilling. Målet blev berömt i samtiden och karikerades i pressen.

### Efter skilsmässan
Makarna separerade slutgiltigt efter rättegången. Bisset avslutade sitt förhållande med Fleming ett år senare sedan det framkom att hennes make inte ansökte om skilsmässa utan enbart om separation, vilket gjorde det omöjligt för Fleming och Bisset att gifta sig. 
Seymour Fleming livnärde sig sedan som kurtisan och ingick med ett antal andra kurtisaner med samma sociala bakgrund i The New Female Coterie. Hon fick ytterligare två barn, som lämnades bort i fosterhem. Hon tillbringade åren mellan 1784 och 1788 i Frankrike. Sistnämnda år återkom hon till England med sin dåvarande älskare, Chevalier de Saint-Georges. Vid sin återkomst till England gjorde hon och maken ett slutgiltigt avtal om deras separation, som innebar att hon måste tillbringa fyra år i Frankrike innan avtalet skulle gälla. Under hennes andra period i Frankrike utbröt första franska revolutionen och därefter Skräckväldet under jakobinerna, som hindrade henne från att återvända. Hon satt troligen i fängelse under skräckväldet. 
År 1797 kunde hon slutligen återvända till Storbritannien. Hon försonade sig med sin mor, syster och svåger, Charles Stanhope, 3rd Earl of Harrington, och kunde då bosätta sig i Brompton Park. Efter sin makes död 1805, återfick Fleming kontrollen över den förmögenhet hon hade fört in i äktenskapet, återtog genom kunglig dispension sitt flicknamn, och gifte om sig med sin tjugoett år yngre älskare John Lewis Cuchet, som tog hennes namn vid giftermålet. Efter freden med Napoleon 1814 flyttade paret till Passy i Frankrike.

## Eftermäle
Seymour Fleming är föremål för romanen Lady Worsley's Whim av Hallie Rubenhold. Boken filmatiserades 2015 som The Scandalous Lady W för BBC, med Natalie Dormer i rollen som Seymour Fleming.